# Gyarmat, Győr-Moson-Sopron
Gyarmat  este un sat în districtul Tét, județul Győr-Moson-Sopron, Ungaria, având o populație de 1.305 locuitori (2011). 

## Demografie
Componența etnică a satului Gyarmat
     Maghiari (98,51%)
     Necunoscut (0,61%)
     Alții (0,88%)
Componența confesională a satului Gyarmat
     Luterani (5,67%)
     Fără religie (2,22%)
     Reformați (1,84%)
     Necunoscută (89,96%)
     Atei (0,31%)
     Alte religii (0,84%)
Conform recensământului din 2011, satul Gyarmat avea 1.305 locuitori. Din punct de vedere etnic, majoritatea locuitorilor (98,51%) erau maghiari. Apartenența etnică nu este cunoscută în cazul a 0,61% din locuitori. Nu există o religie majoritară, locuitorii fiind luterani (5,67%), persoane fără religie (2,22%) și reformați (1,84%). Pentru 89,96% din locuitori nu este cunoscută apartenența confesională.